# Översvämningarna i Centraleuropa 2010

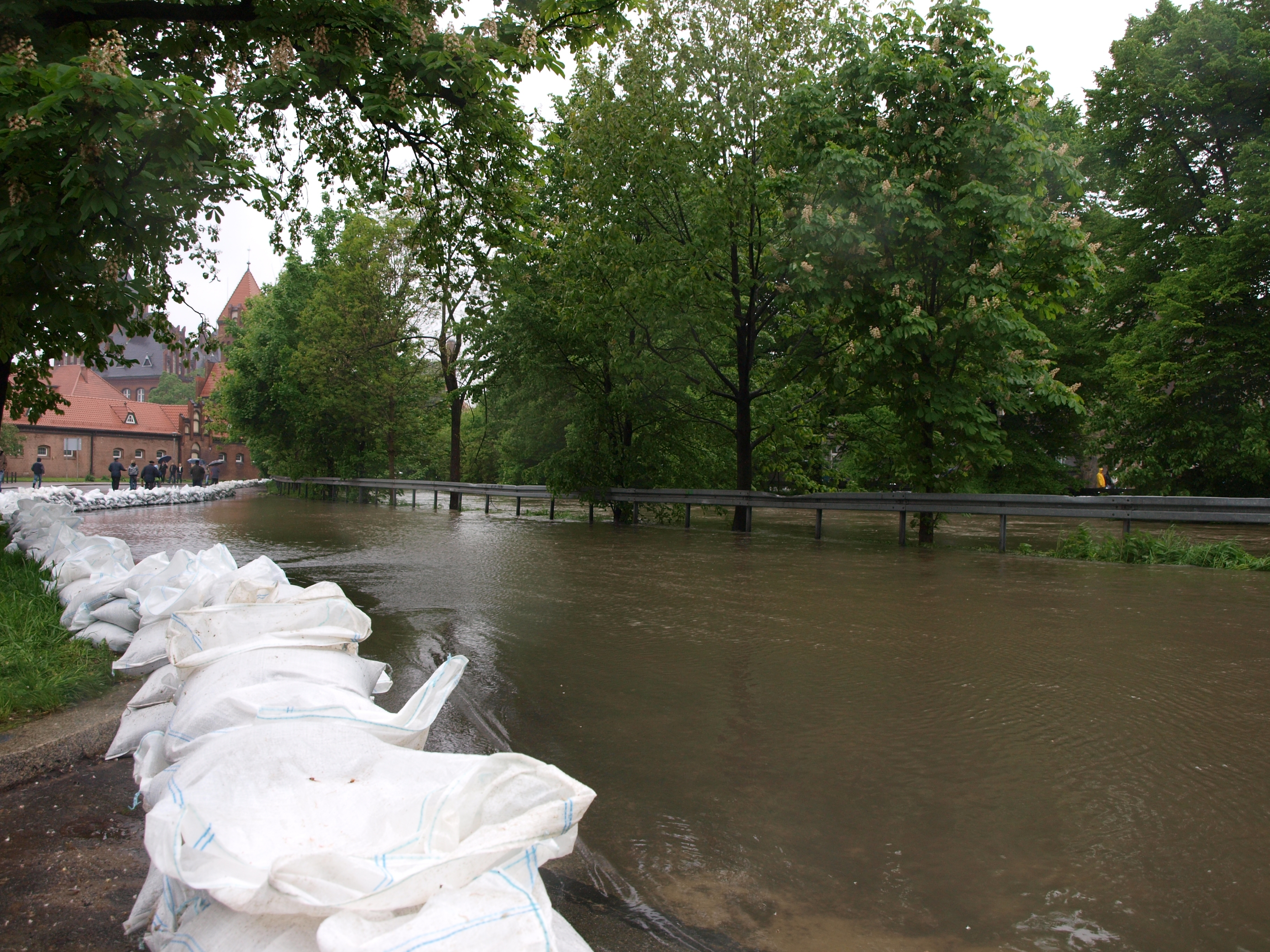
Översvämningar i Gliwice i Polen

Översvämningarna i Centraleuropa 2010 var en serie väderleksrelaterade händelser som i maj-juni 2010 ledde till översvämningar i Polen, Österrike, Tjeckien, Tyskland, Ungern, Slovakien, Serbien och Ukraina.
Mist 37 personer omkom och cirka 23 000 personer evakuerades. Krakóws stad förklarade att nödsituation rådde.
På grund av översvämningarna fick man stänga och försöka rädda föremål från Auschwitz-Birkenaus statsmuseum. Den 20 maj började nödhjälp anlända till Polen från flera andra EU-medlemsstater.
Hårdast drabbades Polen, där minst 25 personer omkom och cirka 23 000 personer evakuerades. Kostnaderna uppmättes till 2,5 miljarder  euro. Polens premiärminister Donald Tusk meddelade till Sejm att översvämningarna var den värsta naturkatastrofen i Polens historia, åtminstone de senaste 160 åren.

### Fotnoter
1. ↑  ”Polish flood death toll rises to nine”. Euronews. 21 maj 2010. http://www.euronews.net/2010/05/21/polish-flood-death-toll-rises-to-nine/. Läst 26 september 2014.
2. 1 2  ”PM – flood Poland’s worst natural disaster”. 21 maj 2010. Arkiverad från originalet den 24 maj 2010. https://web.archive.org/web/20100524161730/http://www.thenews.pl/national/artykul132062_pm---flood-polands-worst-natural-disaster.html. Läst 26 september 2014.
3. ↑  ”Flood waters reach Warsaw”. Raidió Teilifís Éireann. 21 maj 2010. Arkiverad från originalet den 27 maj 2010. https://web.archive.org/web/20100527072721/http://www.rte.ie/news/2010/0521/poland.html. Läst 26 september 2014.